# Польцо (Владимирская область)
Польцо́ — село Муромского района Владимирской области Российской Федерации, входит в состав Борисоглебского сельского поселения.

## География
Село расположено в 43 км на северо-восток от Мурома.

## История
Деревня Польцо впервые упоминается в окладных книгах 1676 года в составе Пермилово-Пустынского прихода, в ней было 29 дворов крестьянских и 1 бобыльский.
В конце XIX — начале XX века село входило в состав Боровицкой волости Гороховецкого уезда, с 1926 года — в составе Фоминской волости Муромского уезда. В 1859 году в селе числилось 70 дворов, в 1905 году — 133 дворов, в 1926 году — 219 дворов.
С 1929 года деревня являлась центром Польцовского сельсовета Фоминского района Горьковского края, с 1944 года — в составе Владимирской области, с 1954 года — в составе Красноборского сельсовета, с 1959 года — в составе Муромского района, с 1977 года — центр Польцовского сельсовета, с 2005 года — в составе Борисоглебского сельского поселения.

## Население
| 1859 | 1897  | 1905 | 1926  | 2002 | 2010 | 2021 |
| ---- | ----- | ---- | ----- | ---- | ---- | ---- |
| 617  | ↗1150 | ↘984 | ↗1064 | ↘378 | ↘308 | ↘192 |

## Инфраструктура
В селе имеется:
- Сберкасса — Оперкасса № 93/0042 Муромского отделения СБ РФ № 93
- Отделение почтовой связи 602219

## Экономика
Сельхозпредприятие — СПК «Приокский им. Кравца П. В.» производит молоко, мясо, семена многолетних трав.

## Достопримечательности
В селе имеется недействующая деревянная Церковь Михаила Архангела (1898—1920).